# Капска планинска зебра
Капска планинска зебра (лат. Equus zebra zebra) је подврста планинске зебре.

## Распрострањење
Ареал подврсте је ограничен на једну државу. Јужноафричка Република је једино познато природно станиште подврсте.

## Угроженост
Ова подврста се сматра рањивом у погледу угрожености од изумирања.